# روب توماس (لاعب كرة قدم أمريكية)
روب توماس (بالإنجليزية: Robb Thomas)‏ هو لاعب كرة قدم أمريكية أمريكي، ولد في 29 مارس 1966 في بورتلاند في الولايات المتحدة.

## وصلات خارجية
- روب توماس على موقع مرجع كرة القدم المحترفة.كوم (الإنجليزية)